# Snowboard-Europacup 2002/03
Der Snowboard-Europacup 2002/03 war eine von der FIS organisierte Wettkampfserie, die zum Unterbau des Snowboard-Weltcups 2002/03 gehörte. Sie begann am 23. November 2002 in Laax und endete am 9. März 2003 in Borowez.

## Männer

### Podestplätze Männer
| Datum             | Austragungsort       | Disz.                 | Sieger                    | Zweiter                   | Dritter               |
| ----------------- | -------------------- | --------------------- | ------------------------- | ------------------------- | --------------------- |
| 23. November 2002 | Laax                 | Halfpipe              | Risto Mattila             | Antti Autti               | Miikka Hast           |
| 21. Januar 2003   | Alleghe              | Parallelslalom        | Harald Walder             | Rok Flander               | Jasey-Jay Anderson    |
| 22. Januar 2003   | Alleghe              | Parallel-Riesenslalom | Heinz Inniger             | Benjamin Fairchild        | Harald Walder         |
| 25. Januar 2003   | St. Johann im Pongau | Parallel-Riesenslalom | Heinz Inniger             | Andreas Prommegger        | Stefan Böck           |
| 26. Januar 2003   | St. Johann im Pongau | Parallelslalom        | Rok Flander               | Harald Walder             | Stefan Böck           |
| 27. Januar 2003   | Berchtesgaden        | Snowboardcross        | Mario Fuchs               | Anton Unterkofler         | Michal Novotný        |
| 3. Februar 2003   | Berchtesgaden        | Parallel-Riesenslalom | Andreas Prommegger        | Harald Walder             | Dejan Košir           |
| 7. Februar 2003   | Piancavallo          | Halfpipe              | Mateusz Ligocki           | Thomas Wyden              | Fredrik Tegebro       |
| 9. Februar 2003   | Nassfeld             | Halfpipe              | Thomas Wyden              | Mikael Sandy              | Marko Grilc           |
| 15. Februar 2003  | Zell am See          | Snowboardcross        | Sascha Duff               | Marco Huser               | Rolf Gisler           |
| 15. Februar 2003  | Voras                | Parallel-Riesenslalom | Ilijan Nikolov Karadjinov | Vladko Trifonov           | Markos Chatzikyriakis |
| 16. Februar 2003  | Voras                | Parallel-Riesenslalom | Markos Chatzikyriakis     | Ilijan Nikolov Karadjinov | Atanas Petrov         |
| 20. Februar 2003  | Kranjska Gora        | Parallel-Riesenslalom | Harald Walder             | Alexander Maier           | Tomaž Knafelj         |
| 21. Februar 2003  | Kranjska Gora        | Parallelslalom        | Dejan Košir               | Roland Fischnaller        | Rok Flander           |
| 23. Februar 2003  | Krynica              | Parallel-Riesenslalom | Heinz Inniger             | Michael Layer             | Andreas Prommegger    |
| 24. Februar 2003  | Krynica              | Snowboardcross        | Sven Unger                | Mario Fuchs               | Hannes Grangl         |
| 28. Februar 2003  | Radstadt             | Parallel-Riesenslalom | Andreas Prommegger        | Heinz Inniger             | Dominik Fiegl         |
| 1. März 2003      | Radstadt             | Parallelslalom        | Rok Flander               | Heinz Inniger             | Gerhard Jäger         |
| 2. März 2003      | Radstadt             | Parallelslalom        | Heinz Inniger             | Thomas Lienbacher         | Michael Layer         |
| 5. März 2003      | Zell am See          | Big Air               | Matevž Petek              | Dominik Hörner            | Matevz Pristavec      |
| 8. März 2003      | Schladming           | Big Air               | Daniel Thaler             | Florian Mausser           | Matevz Pristavec      |
| 8. März 2003      | Borowez              | Parallel-Riesenslalom | Andreas Prommegger        | Heinz Inniger             | Toni Albrecht         |
| 9. März 2003      | Borowez              | Parallel-Riesenslalom | Heinz Inniger             | Atanas Petrov             | Toni Albrecht         |

### Gesamtwertungen Männer
| Rang | Name                | Punkte |
| ---- | ------------------- | ------ |
| 1    | Heinz Inniger       | 2570   |
| 2    | Andreas Prommegger  | 2508   |
| 3    | Harald Walder       | 2134   |
| 4    | Rok Flander         | 1711   |
| 5    | Thomas Lienbacher   | 1057   |
| 6    | Meinhard Erlacher   | 1021   |
| 7    | Cyrill Bühler       | 921    |
| 8    | Stefan Böck         | 902    |
| 9    | Gerhard Unterkofler | 879    |
| 10   | Dominik Fiegl       | 832    |

| Rang | Name                | Punkte |
| ---- | ------------------- | ------ |
| 1    | Mario Fuchs         | 508    |
| 2    | Sven Unger          | 360    |
| 3    | Sascha Duff         | 320    |
| 4    | Matthias Ebner      | 313    |
| 5    | Marco Huser         | 256    |
| 6    | Harald Schmid       | 250    |
| 7    | Hannes Grangl       | 216    |
| 8    | Rolf Gisler         | 192    |
| 9    | Matthias Höritzauer | 183    |
| 10   | Anton Unterkofler   | 176    |

| Rang | Name            | Punkte |
| ---- | --------------- | ------ |
| 1    | Risto Mattila   | 500    |
| 2    | Antti Autti     | 400    |
| 3    | Thomas Wyden    | 308    |
| 4    | Miikka Hast     | 300    |
| 5    | Mateusz Ligocki | 273    |
| 6    | Sergio Berger   | 250    |
| 7    | Matevž Petek    | 225    |
| 8    | Mikael Sandy    | 202    |
| 9    | Andre Kuhlmann  | 200    |
| 10   | Marc Haldner    | 198    |

| Rang | Name              | Punkte |
| ---- | ----------------- | ------ |
| 1    | Matevž Petek      | 160    |
| 2    | Dominik Hörner    | 128    |
| 3    | Matevz Pristavec  | 96     |
| 4    | Domen Bizjak      | 80     |
| 5    | Domen Perat       | 72     |
| 6    | Philipp Huber     | 64     |
| 7    | Josef Mitteregger | 58     |
| 8    | Daniel Thaler     | 51     |
| 9    | Anze Susa         | 46     |
| 10   | Alfred Graf       | 42     |

## Frauen

### Podestplätze Frauen
| Datum             | Austragungsort       | Disz.                 | Sieger              | Zweiter                 | Dritter             |
| ----------------- | -------------------- | --------------------- | ------------------- | ----------------------- | ------------------- |
| 23. November 2002 | Laax                 | Halfpipe              | Helene Nadig        | Elin Holvik             | Andrea Schuler      |
| 21. Januar 2003   | Alleghe              | Parallelslalom        | Marion Posch        | Fränzi Kohly            | Anna Heiramo        |
| 22. Januar 2003   | Alleghe              | Parallel-Riesenslalom | Olga Golowanowa     | Kathrin Winkler         | Blanka Isielonis    |
| 25. Januar 2003   | St. Johann im Pongau | Parallel-Riesenslalom | Zuzana Vojtechova   | Petra Elsterová         | Aimee Newton        |
| 26. Januar 2003   | St. Johann im Pongau | Parallelslalom        | Zuzana Vojtechova   | Petra Elsterová         | Małgorzata Kukucz   |
| 27. Januar 2003   | Berchtesgaden        | Snowboardcross        | Olga Golowanowa     | Jekaterina Tudegeschewa | Marion Kreiner      |
| 3. Februar 2003   | Berchtesgaden        | Parallel-Riesenslalom | Nicolien Sauerbreij | Sara Fischer            | Petra Elsterová     |
| 7. Februar 2003   | Piancavallo          | Halfpipe              | Andrea Schuler      | Helene Nadig            | Alessia Follador    |
| 9. Februar 2003   | Nassfeld             | Halfpipe              | Andrea Schuler      | Paulina Ligocka         | Nicola Pederzolli   |
| 15. Februar 2003  | Zell am See          | Snowboardcross        | Helene Nadig        | Susanne Moll            | Raffaela Rudiger    |
| 15. Februar 2003  | Voras                | Parallel-Riesenslalom | Lucie Combal        | Teodora Pentschewa      | Vanya Mihaylova     |
| 16. Februar 2003  | Voras                | Parallel-Riesenslalom | Teodora Pentschewa  | Lucie Combal            | Vanya Mihaylova     |
| 20. Februar 2003  | Kranjska Gora        | Parallel-Riesenslalom | Petra Elsterová     | Doris Günther           | Manuela Riegler     |
| 21. Februar 2003  | Kranjska Gora        | Parallelslalom        | Zuzana Vojtechova   | Lucie Combal            | Bianca Elzenbaumer  |
| 23. Februar 2003  | Krynica              | Parallel-Riesenslalom | Blanka Isielonis    | Marion Kreiner          | Sandra Michel       |
| 25. Februar 2003  | Krynica              | Snowboardcross        | Lucia Kupcova       | Karolina Hula           | Klaudia Mikolajczyk |
| 28. Februar 2003  | Radstadt             | Parallel-Riesenslalom | Emilie Faye         | Bianca Elzenbaumer      | Perrine Bühler      |
| 1. März 2003      | Radstadt             | Parallelslalom        | Emilie Faye         | Zuzana Vojtechova       | Kathrin Winkler     |
| 2. März 2003      | Radstadt             | Parallelslalom        | Zuzana Vojtechova   | Lucie Combal            | Kathrin Winkler     |
| 8. März 2003      | Borowez              | Parallel-Riesenslalom | Teodora Pentschewa  | Sima Hristova           | Vanya Mihaylova     |
| 9. März 2003      | Borowez              | Parallel-Riesenslalom | Vanya Mihaylova     | Teodora Pentschewa      | Sima Hristova       |

### Gesamtwertungen Frauen
| Rang | Name                | Punkte |
| ---- | ------------------- | ------ |
| 1    | Zuzana Vojtechova   | 1867   |
| 2    | Petra Elsterová     | 1533   |
| 3    | Kathrin Winkler     | 1273   |
| 4    | Bianca Elzenbaumer  | 1258   |
| 5    | Fränzi Kohly        | 1177   |
| 6    | Marion Kreiner      | 926    |
| 7    | Marion Insam        | 883    |
| 8    | Lucie Combal        | 818    |
| 9    | Emilie Faye         | 784    |
| 10   | Nicolien Sauerbreij | 707    |

| Rang | Name                    | Punkte |
| ---- | ----------------------- | ------ |
| 1    | Helene Nadig            | 130    |
| 2    | Susanne Moll            | 104    |
| 3    | Olga Golowanowa         | 100    |
| 4    | Marion Kreiner          | 81     |
| 5    | Jekaterina Tudegeschewa | 80     |
| 6    | Raffaela Rudiger        | 78     |
| 7    | Kadri Pihla             | 74     |
| 8    | Nathalie Zenklusen      | 65     |
| 9    | Claudia Häusermann      | 58     |
| 10   | Yvonne Müller           | 52     |

| Rang | Name                         | Punkte |
| ---- | ---------------------------- | ------ |
| 1    | Andrea Schuler               | 842    |
| 2    | Helene Nadig                 | 653    |
| 3    | Mirjam Marbach               | 420    |
| 4    | Paulina Ligocka              | 413    |
| 5    | Nicola Pederzolli            | 270    |
| 6    | Jessica Fromm-Comte          | 237    |
| 7    | Annette Steinbauer           | 228    |
| 8    | Metka Basin                  | 227    |
| 9    | Karolina Berglöw-Gabrielsson | 211    |
| 10   | Elin Holvik                  | 176    |